# خوسيه ميرا ميرا
خوسيه ميرا ميرا (بالإسبانية: José Mira Mira)‏ هو عالم أعصاب وأستاذ جامعي إسباني، ولد في 31 ديسمبر 1944، وتوفي في 13 أغسطس 2008 في مدريد في إسبانيا.